# Роман Киржачский
Рома́н Киржа́чский (ум. 29 июля 1392, Киржач) — православный монах, ученик преподобного Сергия Радонежского, совместно с которым основал Благовещенский Киржачский монастырь.
О его происхождении нет никаких сведений. Возникшие в Радонежском монастыре, вследствие нежелания части братии иметь игуменом преподобного Сергия, раздоры заставили святого удалиться вместе с Романом в Покровские леса. Здесь они положили основание Благовещенскому Киржачскому монастырю. Возвратившись затем в обитель по просьбе митрополита Алексия и другой части братии, преподобный Сергий поручил преподобному Роману оканчивать устроение нового монастыря. Роман устроил обитель, был её первым настоятелем и служил братии примером подвижнической жизни.

## Ссылка
- Роман (преподобный Киржачский) // Русский биографический словарь : в 25 томах. — Петроград, 1918. — Т. 17: Романова — Рясовский. — С. 54.
- Преподобный Роман Киржачский и монастырь Благовещения Пресвятой Богородицы от основания до наших дней. — М.: Свято-Благовещенский киржачский монастырь, 2003. — 135 с.
- Житие преподобного Романа Киржачского